# Boeing X-50

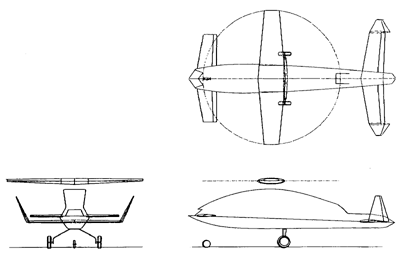
Plans du X-50

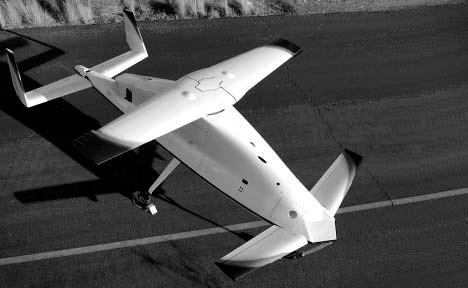
X-50 Dragonfly

Le Boeing X-50A Dragonfly, est un drone à décollage et atterrissage vertical développé par Boeing et l'agence DARPA pour démontrer le principe que le rotor principal d'un hélicoptère peut être arrêté en vol et servir comme une aile fixe. 

## Caractéristiques
Le X-50A est construit à partir du programme Sikorsky X-Wing produit durant les années 1980. Le X-50A est propulsé par un simple turboréacteur (un Williams F112), le jet de la tuyère est dirigé en bout de pales lors du vol avec rotor en rotation (stationnaire) (voir aussi Djinn), vers l'arrière lors du vol en aile fixe et un mélange des deux lors de la transition,.

## Historique
Le premier des deux exemplaires effectue son premier vol le 24 novembre 2003, il s'écrase lors de son troisième vol le 23 mars 2004. Le second s'écrase le 12 avril 2006. Aucun des deux aéronefs n'a été en mesure d'effectuer la transition vers le mode de vol avant complet pendant les parties du programme de vol d'essai qui ont été complétées. En septembre 2006, la DARPA a reconnu les défauts de conception inhérents et a retiré le financement du programme.